# Медаль «За відмінну охорону громадського порядку» (Вірменія)
Медаль «За відмінну охорону громадського порядку» (вірм. «Հասարակական կարգի գերազանց պահպանման համար» մեդալ) — державна нагорода Республіки Вірменії.

## Підстави нагородження
Нагородження медаллю «За відмінну охорону громадського порядку» проводиться за проявлені в справі зміцнення правопорядку, охорони громадського порядку або боротьби зі злочинністю мужність чи самовідданість, а також за виявлену відвагу при виконанні службових обов'язків або громадянського обов'язку або за зразкове виконання особливих завдань.

## Процедура нагородження
Медаллю «За відмінну охорону громадського порядку» нагороджує Президент Вірменії, видаючи про це укази.
Медаллю «За відмінну охорону громадського порядку» нагороджуються громадяни Республіки Вірменії, іноземні громадяни та особи без громадянства.
Президент, Віце-президент Вірменії, депутати Верховної Ради та місцевих Рад Республіки Вірменії не можуть нагороджуватися державними нагородами Республіки Вірменії, в тому числі й медаллю «За відмінну охорону громадського порядку».
Повторне нагородження медаллю «За відмінну охорону громадського порядку» не проводиться.
Нагородження медаллю «За відмінну охорону громадського порядку» може проводитися також посмертно. В цьому випадку медаль разом з посвідченням вручається сім'ї нагородженого.

## Черговість
Медаль «За відмінну охорону громадського порядку» носиться на лівій стороні грудей, за наявності медалі «За бойові заслуги» — після неї.